# Izbrisani
Izbrisani so prebivalci Slovenije, ki jih je Ministrstvo za notranje zadeve 26. februarja 1992 nezakonito izbrisalo iz registra stalnih prebivalcev. S tem so izgubili svoj pravni status in z njim povezane ekonomske, zdravstvene in socialne pravice. Zanje je začel veljati zakon o tujcih, torej so bili obravnavani kot tujci, ki nezakonito prebivajo v Sloveniji. Med izbrisanimi so bile tudi v Sloveniji rojene osebe.
Izbris je prizadel 25.671 ljudi, ki so imeli jugoslovansko državljanstvo in običajno tudi republiško državljanstvo ene od drugih jugoslovanskih federativnih republik, v Socialistični republiki Sloveniji pa so imeli prijavljeno stalno bivališče. Po osamosvojitvi Slovenije 25. junija 1991 so državljanstvo novonastale Republike Slovenije dobili prebivalci z republiškim državljanstvom Socialistične republike Slovenije. Prebivalci, ki so imeli na dan odcepitve republiško državljanstvo drugih republik SFRJ in stalno prebivališče v SR Sloveniji, so imeli pravico, da v šestih mesecih oddajo vlogo za državljanstvo.
Mnogi niso pridobili državljanstva novonastale države, ker niso bili obveščeni, da morajo pridobiti novo državljanstvo in vloge niso oddali ali pa ker je bila njihova vloga zavrnjena ali zavržena ali pa je bil postopek ustavljen. Posledično jim je bil odvzet status stalnih prebivalcev. Stalno prebivališče so jim lokalni upravni organi odvzeli po centralnem internem navodilu Ministrstva za notranje zadeve pod vodstvom ministra Igorja Bavčarja in državnega sekretarja Slavka Debelaka.
24. junija 1998 je slovensko Ustavno sodišče odločilo, da je bil izbris neustaven. Višina odškodnin, ki naj bi jih izbrisani prejeli, je bila še dolgo sporna.

## Zgodovinsko in politično ozadje
Začetek osemdesetih let 20. stoletja je bil v SFR Jugoslaviji zaznamovan s smrtjo predsednika Tita 4. maja 1980. Kmalu potem se je trdno medsebojno sodelovanje med jugoslovanskimi narodi začelo majati. Močno in vzajemno so se okrepile stereotipne predstave enega naroda o drugem ter okrepili so se nacionalizmi posameznih narodov SFRJ. Vzplamtenju nacionalizmov je botrovala globoka gospodarska kriza in njeno neuspešno reševanje (hiperinflacija: 31 % leta 1980, 135 % leta 1987, pomanjkanje osnovnih živil, npr. olja, sladkorja, moke, pralnega praška ter mineralnih goriv - uvoz nafte je pokril le 290 dni v letu in država je uvedla sistem "par"-"nepar" ter bencinske bone). Številna podjetja so se zadolževala in šla v stečaje, kar je imelo za posledico večanje števila brezposelnih, stavke ter nižanje življenjskega standarda prebivalcev. Jugoslovanska zavest se je čutila le še v športu in jugoslovanskem rocku. Slovenci so gledali na ostale narode skupne države kot zavoro lastnega razvoja. Razvil se je močan velikosrbski nacionalizem s Slobodanom Miloševićem na čelu, ki je videl prihodnost Jugoslavije pod srbsko taktirko. Leta 1987 se je vnel srbsko-slovenski konflikt, ki je predstavljal spopad dveh usmeritev: enakopravna skupnost narodov ali Velika Srbija ter ali sodobna, pluralna, odprta družba na eni strani ali pa patriarhalna, egalitaristična družba na drugi strani. Konflikt je ustvaril srbsko-slovensko medijsko vojno, ki je trajala od sredine osemdesetih let pa še po razpadu SFR Jugoslavije. Po Titovi smrti se je pojavila družbena kritika, ki je sredi osemdesetih let zelo narasla. Nastala so literarna, gledališka in filmska dela, spominski ter zgodovinski zapisi, ki so vplivali na dotedanji odnos do preteklosti Jugoslavije. Večina intelektualcev je zagovarjala stališče demokratičnega samoupravnega socializma ter nasprotovala tako dogmatskim, stalinističnim pozicijam kakor tudi oživljanju desničarskih misli. Slovenske republiške oblasti so imele negativen odnos do federacije in so nasprotovale naraščajoči centralizaciji Beograda. V Sloveniji se je razvil nacionalizem usmerjen proti priseljencem, ki so se preselili v Slovenijo iz drugih jugoslovanskih republik. Priseljencem so Slovenci zaničevalno rekli "južni bratje". Slovenska oblast je bila utrujena od bojev s centrom in ni uspela izdelati nacionalnega programa, kar ji je jemalo kredibilnost. Februarja 1987 je izšla 57. številka Nove revije, ki je vsebovala prispevke slovenskega nacionalnega programa v smeri lastne državnosti in političnega pluralizma. Množične zahteve prebivalcev Slovenije po demokratizaciji in odpor proti centralistični državi Jugoslaviji je sprožila aretacija četverice (Janez Janša, David Tasić, Franci Zavrl in Ivan Borštner) 31. maja 1988. Civilna iniciativa je ustanovila Odbor za obrambo četverice, ki se je kasneje preimenoval v Odbor za varstvo človekovih pravic pod vodstvom Igorja Bavčarja. Slovenska javnost je z množičnimi demonstracijami protestirala proti procesu sojenja četverici, a neuspešno, saj je ljubljansko vojaško sodišče vse štiri obsodilo na zaporno kazen. Velike zahteve po demokratizaciji in temeljiti prenovi Jugoslavije so izražale tudi novonastale slovenske opozicijske stranke v letih 1988 in 1989, ki so se še imenovale zveze, npr. Slovenska demokratična zveza ali Slovenska kmečka zveza. Tedanja slovenska komunistična oblast pod vodstvom Milana Kučana je spoznala, da se možnosti za nadaljevanje skupne države narodov Jugoslavije hitro krčijo in je zavzela skupno pozicijo z opozicijskimi strankami za lastno državo. Slovenski komunisti so namreč 20. januarja 1990 zaradi neupoštevanja vseh njihovih predlogov zapustili 14. kongres Zveze komunistov Jugoslavije (ZKJ). Odnosi med Srbijo in Slovenijo so se močno zaostrili, kajti srbske oblasti so izvedle gospodarsko blokado Slovenije zaradi podpore kosovskim Albancem. Konflikt je dosegel vrhunec, ko so slovenske policijske enote s hrvaško pomočjo preprečile "miting resnice" Miloševićevih podpornikov v Ljubljani. Marca leta 1990 je Slovenija razglasila gospodarsko samostojnost, aprila istega leta je na volitvah za predsednika slovenskega predsedstva zmagal Milan Kučan in DEMOS (Slovenska demokratična zveza, Socialdemokratska stranka Slovenije, Krščanski demokrati, Zeleni, Slovenska kmečka zveza) na parlamentarnih volitvah. Vlado je sestavil Lojze Peterle (krščanski demokrat), ker je njegova stranka znotraj DEMOS-a imela največ glasov. Že poleti 1990 se je slovenska skupščina začela ukvarjati s slovensko zakonodajo in ustavo. S tem se je pričelo tudi zakonodajno organiziranje slovenske vojske (Janez Janša je bil sekretar za obrambo ter Igor Bavčar sekretar za notranje zadeve) v okviru teritorialne obrambe, kar je sprožilo, da je JLA 4. oktobra 1990 zasedla štab TO v Ljubljani.

## Plebiscit
23. decembra 1990 je bil v Sloveniji izveden plebiscit o osamosvojitvi Slovenije, potem ko je Slovenija neuspešno ostalim republikam SFR Jugoslavije predlagala konfederacijsko ureditev skupne države. Predlog je namreč sprejela le Hrvaška. DEMOS-ove stranke so zaostrovale odnos do Jugoslavije in očitale »jugoslovanarstvo« tistim posameznikom, ki so bili vključeni v dotedanje družbenopolitične organizacije. Politična drža Slovenije v odnosu do Jugoslavije je bila ali hitra demokratična sprememba Jugoslavije ali odhod Slovenije iz skupne države. Tako je Socialistična stranka Slovenije predlagala plebiscit o samostojnosti in neodvisnosti Slovenije. Pobudo je prevzel vladajoči DEMOS. 21. novembra 1990 je bil v Skupščini sprejet Zakon o plebiscitu, 6. decembra 1990 pa je Skupščina Republike Slovenije plebiscit razpisala.
Parlamentarne stranke in poslanske skupine so sprejele sporazum, v katerem so obljubile italijanski in madžarski narodni manjšini ter tudi pripadnikom drugih jugoslovanskih narodov, ki živijo v Sloveniji, da se njihov politični položaj ne bo spremenil ne glede na rezultat plebiscita. Skupščina Republike Slovenije je celo sprejela Izjavo o dobrih namenih (6. decembra 1990), v kateri je pozvala slovenski narod, italijansko in madžarsko narodno manjšino ter vse druge volivce Republike Slovenije, da naj na plebiscitu glasujejo za neodvisno in suvereno Slovenijo, saj bo Slovenija "suverena, demokratična, pravna in socialna država." Izjava o dobrih namenih se konča z besedami: "Plebiscit o neodvisnosti in samostojnosti države Slovenije je torej zavezan vsem najboljšim izročilom humanizma in civilizacije, slovenske in evropske zgodovine ter prijazni prihodnosti Slovencev in drugih prebivalcev Republike Slovenije."
Plebiscit je bil 23. decembra 1990. Vprašanje na plebiscitnem listu se je glasilo: "Ali naj Republika Slovenija postane samostojna in neodvisna država?" Rezultati so bili uradno razglašeni 26. decembra 1990. Volilna udeležba je bila 93,2 %, za samostojnost je glasovalo 88,2 % vseh volilnih upravičencev oz. 95% tistih, ki so se udeležili plebiscita. Zakon o plebiscitu je predpisal uresničitev odločitve v šestih mesecih.
Po 6. členu Zakona o plebiscitu o samostojnosti in neodvisnosti Republike Slovenije so imele pravico do glasovanja osebe, ki so imele v Republiki Sloveniji splošno volilno pravico po Zakonu o volitvah v skupščine.

## Izbris
Zaradi družbenopolitične situacije, ki je nastajala v obdobju zadnjih desetih let po Titovi smrti, globoke gospodarske krize, zaostrenih odnosov med Slovenijo in Srbijo, je v Sloveniji vladal močan odklonilen odnos do vseh ljudi, ki so prišli v Slovenijo  (večinoma kot delovna sila) iz drugih republik SFRJ. Negativno nabit, diskriminatoren diskurz je prevladoval tako med politiki in oblastjo kot tudi v javnosti. Na drugi strani je delovala sila evforije za samostojno Slovenijo, ki je še povečevala prepad med Slovenci in Neslovenci - kot jih je označila tudi uradna politika. Evforija za samostojno Slovenijo je bila ustvarjena tudi preko medijev (oglaševalski slogan "Slovenija, moja dežela" je prešel v "Slovenija, moja država."). Pred plebiscitom, 16. decembra 1990 se je Jože Pučnik na govoru v Ljutomeru zavzel za rešitev, ki državljanstva ne bi priznala vsem, ki so na dan plebiscita imeli stalno prebivališče v Sloveniji: "...pripravljeni moramo biti, da dediščino jugoslovanske federacije, morda tudi na neljub način, odpravimo... Potrebno bo izračunati - tudi demografsko - kakšni posledični problemi bi nastali v petih ali desetih letih skupaj z zahtevami po kulturni avtonomiji" Dejanja Republike Slovenije po osamosvojitvi, ki so vodila do izbrisa, so bila tlakovana po mnenju zgodovinarja Boža Repeta tudi s stališči, ki jih je kot voditelj DEMOSa Jože Pučnik zastopal pred plebiscitom in se odmikajo od razumevanja države značilnega za liberalne zahodne demokracije. Maja leta 1991 je poslanka Metka Mencin predlagala amandma k 81. člena Zakona o tujcih. Predlog se je glasil:"...državljanom SFRJ, ki so državljani druge republike in ne vložijo zahteve za državljanstvo Republike Slovenije, imajo pa v Republiki Sloveniji na dan uveljavitve tega zakona prijavljeno stalno prebivališče ali so v njej zaposleni, izda dovoljenje za stalno prebivanje v Republiki Sloveniji." DEMOS-ova vlada je amandma podprla, vendar ga je DEMOS-ova parlamentarna večina zavrnila.
Slovenski parlament je 25. junija 1991 sprejel Temeljno ustavno listino o samostojnosti in neodvisnosti Slovenije, ki v 3. členu pravi: Republika Slovenija zagotavlja varstvo človekovih pravic in temeljnih svoboščin vsem osebam na ozemlju Republike Slovenije, ne glede na njihovo narodno pripadnost, brez sleherne diskriminacije, skladno z ustavo Republike Slovenije in z veljavnimi mednarodnimi pogodbami. ...", Deklaracijo ob neodvisnosti, ki v 5. členu pravi: "Republika Slovenija je pravna in socialna država [...] v kateri bodo spoštovani človekove pravice in državljanske svoboščine, posebne pravice avtohtonih narodnih skupnosti Italijanov in Madžarov v Republiki Sloveniji, evropski dosežki industrijske demokracije predvsem: socialnoekonomske pravice, pravice zaposlenih do soodločanja in sindikalna svoboda, nedotakljivost lastnine ter svoboda delovanja gibanj in ustanov civilne družbe; [...] v kateri politično ali drugačno prepričanje nikoli ne bo podlaga za kakršnokoli neenakopravnost ali razlikovanje; ki bo zavezana miru in nenasilnemu razreševanju vseh spornih vprašanj glede notranjih in zunanjih zadev ter enakopravnemu sodelovanju vseh narodov in državljanov v Evropi svobodnih in enakopravnih ljudi, regij, narodov in držav." Prav tako je Slovenski parlament tega dne sprejel še Zakon o državljanstvu RS, Zakon o tujcih itd. 
26. junija 1991 je bila na slovesna razglasitev samostojnosti Slovenije na Trgu revolucije naslednjega dne pa se je začela desetdnevna vojna. Vojna se je končala s podpisom premirja - Brionske deklaracije, 7. julija 1991. Ustavljene so bile vse sovražnosti med JLA in TO na ozemlju Slovenije in Slovenija je za tri mesece zamrznila svojo osamosvojitveno dejavnost. Slovenska vojska ter policija sta obdržali popolno suverenost na ozemlju Republike Slovenije. Vojni dogodki so še poglobili nestrpnost in sovraštvo do prebivalcev Slovenije, ki so izhajali iz drugih republik SFRJ. V javnosti, med državnimi uradniki ter med politiki in oblastjo se je pojavil diskurz, da so tisti posamezniki, ki so na Plebiscitu o samostojnosti in neodvisnosti Slovenije glasovali proti osamosvojitvi, oficirji JLA, njihovi sorodniki ali kolaboranti. (Glasovanje na plebiscitu je bilo tajno in mnogi prebivalci Republike Slovenije, ki so se preselili v RS iz drugih jugoslovanskih republik so - po njihovih izjavah - glasovali za samostojno Slovenijo, ker so sebe doživljali kot državljane R Slovenije in niso želeli nadaljevati skupnega življenja s centralistično velikosrbsko usmerjeno Srbijo). Za prebivalce R Slovenije, ki so prišli iz drugih jugoslovanskih republik, je bilo obdobje treh mesecev moratorija, kot ga je določila Brionska deklaracija, še bolj negotovo kot za Slovence, kajti niso vedeli, kakšne so možne sankcije, ki bi jim bili podvrženi, če bi oddali vlogo za slovensko državljanstvo (tisti, ki so vedeli, da morajo oddati vlogo) v primeru, da bi se ohranila zvezna oblast SFRJ in ker tudi Republika Slovenija še ni bila mednarodno priznana kot država. Kasneje so izbrisani prebivalci R Slovenije iz registra stalnega prebivalstva po pošti prejeli obvestilo o Plebiscitu o neodvisnosti in samostojnosti države Slovenije, NISO pa prejeli obvestila, da morajo pridobiti državljanstvo R Slovenije do 26. decembra 1991. Institut republiškega državljanstva je bil nepoznan celo mnogim poklicnim pravnikom.
26. decembra 1991 je potekel šestmesečni rok za oddajo vloge za pridobitev slovenskega državljanstva po 40. členu Zakona o državljanstvu RS. Večina ni pridobila državljanstva, ker ali niso bili obveščeni, da morajo pridobiti novo državljanstvo in vloge niso oddali ali ker je bila njihova vloga zavrnjena ali zavržena ali pa je bil postopek ustavljen. Ko je čas za pridobitev državljanstva potekel, so za te državljane začele veljati določbe Zakona o tujcih (2. odstavek 81. člena). Ministrstvo za notranje zadeve je 26. februarja 1992 na osnovi centralnega internega navodila Ministrstva za notranje zadeve pod vodstvom ministra Igorja Bavčarja in državnega sekretarja Slavka Debelaka izvedlo izbris (»prečiščevanje evidenc«) iz Registra stalnih prebivalcev RS po uradni dolžnosti in ne da bi o tem obvestili prizadete osebe. Izbrisani so izgubili ekonomske in socialne pravice, ki so bile vezane na status stalnega prebivalca. Izgubili so pravico do odkupa stanovanja po netržni ceni. Izgubili so zdravstveno zavarovanje, kar je povzročilo zdravstvene težave in tudi smrt nekaterih izbrisanih. Izbrisani otroci niso mogli nadaljevati šolanja v srednji šoli ali fakulteti. Naštete posledice so v direktnem nasprotju s človekovimi pravicami.
Analiza Mirovnega inštituta depeše Ministrstva za notranje zadeve z dne 27.2.1992:
"V depeši je zapisano, da je realno pričakovati številne težave v zvezi z osebami, ki bodo z 28.2.1992 postali tujci v RS (datum v depeši je napačen, ljudje so bili kot tujci brez statusa obravnavani že s 26. 2. 1992), ponovno pa je bilo poudarjeno tudi opozorilo, da javne listine teh ljudi, tudi če so jih izdali pristojni organi RS in so še veljavne, zaradi spremenjenega statusa teh oseb ne veljajo več. 
Oblasti so se za odvzem statusa torej odločile kljub temu, da so se zavedale težav, ki jih bo izbris povzročil. V bistvu so ukrepe celo prilagodile pričakovanim problemom. MNZ je občinskim upravnim organom namreč znova dalo navodilo, da morajo potne listine in osebne izkaznice, ki za tujce ne veljajo več, odvzeti in uničiti – kar je bilo v nasprotju z Zakonom o potnih listinah državljanov RS, prenehanje veljavnosti osebnih izkaznic, izdanih v času SFRJ, ki jim ni potekel rok veljavnosti, pa vse do leta 1997 ni bilo zakonsko predvideno.
Naslednji ukrepi, s katerimi naj bi po mnenju MNZ rešili razrešili te probleme, so bili izgoni iz države. MNZ je ugotovilo, da zaradi različnega tolmačenja določil odpovedi prebivanja in prisilne odstranitve tujca po 23. in 28. členu Zakona o tujcih prihaja do nejasnosti. Pojasnilo je bilo: če tujec pride na ozemlje RS na ilegalen način ali tu biva brez dovoljenja, se uporabi 28. člen, po katerem lahko pooblaščena uradna oseba organa za notranje zadeve (policija) tujca privede do državne meje in ga napoti čez mejo (izgon) brez kakršnekoli odločbe upravnega organa. Državljani drugih republik bivše SFRJ, ki so bili izbrisani in jim je bil odvzet vsakršen pravni status, seveda v Slovenijo niso prišli s potnim listom, vizumom, dovoljenjem za vstop ali dovoljenjem za prebivanje, saj to ni bilo potrebno – med republikami bivše SFRJ namreč ni bilo meja. Zato se je to navodilo nanašalo prav nanje. Da so izgone tudi doživeli, potrjujejo njihova številna pričevanja (glej zgodbe izbrisanih)." 
Po ugotovitvah Ustavnega sodišča Republike Slovenije in Evropskega sodišča za človekove pravice za izbris ni obstajala pravna podlaga v veljavni zakonodaji, bil je tudi protiustaven.

## Depeše[14]
Interna navodila (depeše), ki jih je Ministrstvo za notranje zadeve pošiljalo upravnim enotam po osamosvojitvi Republike Slovenije, so bila ključna za izvajanje izbrisa. V teh internih navodilih je Ministrstvo za notranje zadeve opredelilo dve skupini državljanov drugih republik in upravnim enotam naročilo, kako je potrebno ti dve skupini obravnavati. Iz internih navodil je jasno, kako in kdaj se je Ministrstvo za notranje zadeve začelo na izbris pripravljati in da je upravnim enotam naročilo, da določeno skupino ljudi izbrišejo iz registra stalnih prebivalcev. Iz Bavčarjevega dopisa vladi je jasno tudi, da je bila vlada obveščena o aktivnostih Ministrstva za notranje zadeve.
26.6.1991 Ministrstvo za notranje zadeve opozori na spremenjen pravni položaj državljanov drugih republik SFRJ, ki živijo v Sloveniji, in opredeli dve skupini državljanov drugih republik ter načine, na katere je ti dve skupini potrebno obravnavati. 
30.7.1991 MNZ je občinskim upravnim organom za notranje zadeve poslalo novo interno navodilo, ki je bilo posledica sprejetja Brionske deklaracije z dne 7. 7. 1991 in trimesečnega moratorija na uveljavitev Deklaracije o neodvisnosti RS, v katerem je MNZ stališče o obravnavi državljanov drugih republik spremenilo.
5.2.1992 Ko se je MNZ pričelo pripravljati na izbris iz registra stalnega prebivalstva ter na uničevanje osebnih dokumentov, je za predstavnike občinskih upravnih organov izvedlo posvetovanje glede nove osamosvojitvene zakonodaje, po tem pa je izdalo navodila o izdajanju vizumov, dovoljenj za začasno in stalno prebivanje, odpovedi prebivanja, prisilnega izgona in obravnave osebnih dokumentov tujcev. 
18.2.1992 MNZ je s posebno depešo naslovilo položaj gradbenih delavcev iz drugih republik SFRJ. S to depešo je posredovalo stališče o problematiki gradbenih delavcev, ki si po osamosvojitvi Republike Slovenije niso pridobili slovenskega državljanstva in so tako postali tuji državljani, delali pa so za slovenska gradbena podjetja.
27.2.1992 Dan po 26. februarju 1992, ki je bil v Zakonu o tujcih določen kot dan, ko se ta zakon prične uporabljati za državljane drugih republik, ki niso pridobili slovenskega državljanstva, je MNZ upravnim organom poslalo navodilo, s katerim je zaukazalo izbris iz registra stalnega prebivalstva.
4.6.1992 Bavčarjev dopis Vladi je eden ključnih dokumentov za razumevanje izbrisa in vloge takratnega ministra za notranje zadeve ter iskanje odgovora na vprašanje, ali se je vlada zavedala početja ministra in ministrstva. 
15.6.1992 Ko je bilo brisanje iz registra stalnega prebivalstva že v polnem teku, je MNZ za upravne enote organiziralo še eno posvetovanje, na katerem jim je dalo še podrobnejša navodila, da bi bil izbris izvršen dosledno in v potankosti. Na tem posvetovanju so referenti, ki delajo na področju registra stalnega prebivalstva, prejeli dodatna navodila o tem, kako izbris zavesti in kako ravnati z gospodinjskimi kartoni.
16.9.1992 Vlada je sprejela sklep, na podlagi katerega je moralo ministrstvo pri obravnavi prošenj za dovoljenje za stalno prebivanje upoštevati, da je pogoj triletnega neprekinjenega prebivanja v Sloveniji na osnovi dovoljenj za začasno prebivanje izpolnjen tudi, če je imel tujec prijavljeno stalno prebivališče najmanj tri leta in v Sloveniji tudi dejansko živi, preden so zanj začele veljati določbe Zakona o tujcih. 
17.11.1992 Glede na to, da so izbrisani ostali brez vsakršnega pravnega statusa, so zanje postale pomembne tudi določbe na področju izdajanja vizumov. Ta depeša opredeljuje nekatere vidike izdajanja vizumov po osamosvojitvi. 
15.9.1995 S to depešo MNZ upravnim enotam pojasni, kdaj začnejo veljati določbe Zakona o tujcih (81. člen) za tujca, državljana ene od nekdanjih republik SFRJ, ki je zaprosil za državljanstvo po 40. členu Zakona o državljanstvu RS in mu je bil izdan sklep o ustavitvi postopka zaradi nesodelovanja. 
4.3.1996 MNZ odgovarja na vprašanja, ki zadevajo čas trajanja in število nedokončanih upravnih postopkov v statusnih zadevah tujcev in sicer postopkov za pridobitev dovoljenj za začasno in stalno prebivanje ter postopkov za pridobitev slovenskega državljanstva. Izpostavljen je problem častnikov nekdanje JLA, ki že nekaj desetletij bivajo na območju RS in trdijo, da so bili neprostovoljno izbrisani iz evidence prebivalstva ter so bili tako že peto leto brez identifikacijskih dokumentov.
24.9.1999 Iz depeše je razvidno, kakšen učinek je imela odločba Ustavnega sodišča iz leta 1996, s katero je sodišče odločilo v enem od posamičnih primerov izbrisanih oseb, ki so se pritožile zaradi nezakonitega odvzema pravnega statusa.
11.4.2008 in 2.12.2002 Zapiranje v Center za tujce se je glede na pričevanje izbrisanih najpogosteje dogajalo v 90-ih letih prejšnjega stoletja, tovrstne primere pa beležimo tudi v desetletju, ki je sledilo. Da ti primeri niso bili redki, potrjuje obstoj internega navodila generalne policijske uprave vsem policijskim upravam iz leta 2002.

## Zgodbe
Izbris je za vse izbrisane pomenil odvzem pravnega statusa, odvzem pravice imeti pravice in hudo kršitev človekovih pravic. Izbris je imel negativne posledice za žrtve na vseh področjih njihovih življenj in povzročil številne težave (zdravstvene, bivanjske, zaposlitvene itd.), s katerimi so se izbrisani spopadali na različne načine. Kolikor je izbrisanih, toliko je različnih zgodb. 
"... Uradnica mi je rekla: »Vas tukaj ni.« ... Leta 1993 po obisku policije sta starejši hčerki v šoli dobili pisno sporočilo za starše, da ne moreta več hoditi v to osnovno šolo, ker nimata državljanstva in da naj ju vpišemo v osnovno šolo za begunce v Jesenicah. ... Uradniki na Mačkovi so se na splošno grdo obnašali do priseljencev. Takoj, ko si povedal, da si iz Srbije, so se začeli grdo obnašati. ... Prijatelji so me vabili, naj grem z njimi na morje, pa sem jim odgovarjal, da še ne vem, da mogoče, da najbrž, če bo, in najverjetneje drugič, v bistvu pa sem vedel, da ne bom mogel iti, ker nisem imel nobenega dokumenta za prestop meje. Oni so šli, jaz sem bil pa deset, enajst let v Sloveniji. ... Ko sem bila brez dokumentov, sem si mislila, da to bo moralo enkrat priti na dan. Prepričana sem bila, da je prišlo do napake. Nisem pa vedela, da je bilo toliko ljudi izbrisanih, no, nisem vedela niti, da sem jaz izbrisana. Mislila sem, da gre za neke komplikacije, ki jih ima poleg mene še morda kakšnih deset ljudi. ... Za to dovoljenje sem morala vložiti kar nekaj pisnih dokazov. To, da je sin celo življenje hodil v slovenske šole, ni bilo dovolj. Dejali so, da bi med tem časom lahko bil tudi v rejniški družini in da to ni zadosten dokaz za moje bivanje v Sloveniji. Poklicati sem morala tudi dve priči, ki sta potrdili, da sem tukaj živela 34 let. ... Bil sem kot brezdomci: brez doma, brez družine, kjer me niso hoteli, ker nisem imel papirjev, brez vsega. Seveda kradel nisem, ker nisem hotel. Sem se pa tako ponižal, da sem človeka prosil za kos kruha. Ker so me imeli za tujca, nisem imel pravice do socialne pomoči. Niti od Rdečega križa in Karitasa nisem prejel pomoči – če bi bil begunec, potem bi bil po njihovih merilih upravičen, tako pa nikamor nisem spadal. ... Izročil sem mu rdeči potni list, zlobne oči so se uprle v moje: »To več ne velja!« Preluknjal je potni list. Prosil sem ga: »A lahko sedaj dobim potrdilo?« Skozi vrata so me pospremile besede: »Spelji se domov, boš dobil policijo!« S preluknjanim potnim listom sem ostal na cesti. Kam zdaj? Brez dokumentov nisem mogel zapustiti države. Če rečeš, da je ta občutek grozen, je to še super! ..."
Slovenija, moja dežela
O čem je sanjal Aco Todorović?
Slovensko državljanstvo sem res želela!
Žalostna zgodba (o izbrisu) s srečnim koncem
S posledicami izbrisa živimo še danes
Nisem vedel, da sem izbrisan
Policisti so prišli v stanovanje in pobrali naše dokumente
Jugoslavija je razpadla zaradi takšnih, kot sem jaz?
Še vedno živim v Sloveniji brez dokumentov
Pogrešal sem Slovenijo, tam sem se rodil
Kot da bi šel na Mount Everest
Izbrisani smo bili Bosanci, škodo pa so trpeli tudi slovenski otroci
Imela sem srečo
Proti sistemu ne moreš sam
Državljanstvo za kilogram krompirja

## Odločbe Ustavnega sodišča Republike Slovenije[16]
Ustavno sodišče Republike Slovenije je odigralo izredno pomembno vlogo pri razkrivanju izbrisa in popravi krivic, ki so bile z izbrisom povzročene. Že v odločbi št. U-I-284/94 z dne 8.2.1999 je ugotovilo, da je bil izbris iz registra stalnega prebivalstva nezakonit. 
Ključen zapis iz odločbe ustavnega sodišča se glasi (16. odstavek):
"Državljani drugih republik, ki se niso odločili za slovensko državljanstvo, povsem upravičeno niso mogli pričakovati, da bodo izenačeni s tujci, ki šele prihajajo v Republiko Slovenijo, in da bodo izgubili stalno prebivališče in še to brez vsakršnega obvestila. Slovenija kot bodoča država se je v osamosvojitvenih aktih zavezala, da bo zagotavljala varstvo človekovih pravic in temeljnih svoboščin vsem osebam na ozemlju Republike Slovenije, ne glede na njihovo narodno pripadnost, brez sleherne diskriminacije, skladno z Ustavo Republike Slovenije in veljavnim mednarodnim pravom […]. Državljani drugih republik, ki se niso odločili za državljanstvo Republike Slovenije ali jim je bila prošnja zavrnjena, so glede na že navedene osamosvojitvene akte lahko povsem upravičeno pričakovali, da ta okoliščina ne bo bistveno poslabšala njihovega pravnega položaja in da bodo lahko še naprej stalno prebivali v Republiki Sloveniji, če bodo to želeli."
Druga pomembna odločba Ustavnega sodišča št. U-I-246/02 z dne 3.4.2003 se je nanašala na Zakon o urejanju statusa državljanov drugih držav naslednic SFRJ v Republiki Sloveniji (ZUSDDD). S to odločbo je Ustavno sodišče potrdilo svoje ugotovitve iz odločbe iz leta 1999 in dodalo nove ugotovitve - med drugim tudi ugotovitev, da je treba izbrisanim, ki so že pridobili dovoljenje za stalno prebivanje v Republiki Sloveniji, s posebnimi (dopolnilnimi) odločbami Ministrstva za notranje zadeve priznati, da jim dovoljenje za prebivanje velja tudi za nazaj, od dneva izbrisa dalje. Ta odločba je ostala neizvršena sedem let. Ministrstvo za notranje zadeve je predlagalo nekaj spornih predlogov zakona, s katerimi naj bi zakonodajalec izvršil ustavnosodno odločbo. V tem obdobju je bilo zahtevanih več referendumov. Ustavno sodišče je referendum nekajkrat uspelo prepovedati, vendar je leta 2004 bil izpeljan referendum o Tehničnem zakonu, ki naj bi uredil pravice izbrisanih. Na njem so volilni upravičenci z 31,45 % volilno udeležbo s 94,68 % glasovali proti sprejemu zakona. Izid kaže enotno javno mnenje nasprotovanja izbrisanim in uspešnost demonizacije posameznikov - žrtev množične kršitve človekovih pravic. Po drugi strani je zavrnitev zakona za izbrisane pozitivna, ker je bil zakon restriktivnejši od odločbe ustavnega sodišča, kar pomeni, da bi po zakonu manj izbrisanih pridobilo posebno odločbo, kot če bi bile te izdane neposredno na osnovi odločbe Ustavnega sodišča.
Poleg dveh najbolj znanih odločb Ustavnega sodišča (U-I-284/94 in U-I-246/02) je Ustavno sodišče izdalo še eno odločbo, s katero je presojalo ustavnost zakona (U-I-295/99), vsaj sedem odločb je bilo izdanih kot posledica vloženih ustavnih pritožb v posamičnih primerih (Up-333/96, Up-60/97, Up-20/97, Up-152/97, Up-336/98, Up-119/99 in Up-211/04), pet odločb pa je bilo izdanih v povezavi z zahtevami za referendum, ki so bile povezane z izbrisom (U-II-3/03-15, U-II-1/04, U-II-3/04-7, U-I-257/03-14 in U-II-1/10-25).

## Zakonodaja
V Sloveniji trenutno ne obstaja noben zakon, ki bi bil prilagojen posebnemu položaju izbrisanih prebivalcev. Zakon o urejanju statusa državljanov drugih držav naslednic SFRJ v Republiki Sloveniji (ZUSDDD) je veljal le do 24. 7. 2013. Od tega datuma naprej torej izbrisani nimajo možnosti urejati svojega statusa v Sloveniji po posebnem zakonu - Zakon o povračilu škode osebam, ki so bile izbrisane iz registra stalnega prebivalstva (ZPŠOIRSP), ki pa je veljal le tri leta, to je do 18. 6. 2017. Trenutno izbrisani urejajo svoj status in pravice le z uporabo splošnih predpisov za urejanje statusa tujcev v Sloveniji. Zakon o tujcih na primer omogoča pridobitev dovoljenja za začasno prebivanje zaradi zaposlitve ali dela, sezonskega dela, študija, raziskovanja, združevanja z družino in podobno. Tudi za ureditev državljanstva Republike Slovenije ni nobene posebne možnosti, ki bi bila urejena posebej za izbrisane. Za pridobitev državljanstva je treba izpolnjevati splošne pogoje po Zakonu o državljanstvu Republike Slovenije.

## Odškodnine[19]
Dne 21. 11. 2013 je bil sprejet Zakon o povračilu škode osebam, ki so bile izbrisane iz registra stalnega prebivalstva (ZPŠOIRSP), vendar se je začel uporabljati 18. 6. 2014. To pomeni, da do 18. 6. 2014 izbrisani, ki so bili po tem zakonu upravičeni do odškodnine, še niso mogli vložiti zahtevka za odškodnino. Po Zakonu o povračilu škode osebam, ki so bile izbrisane iz registra stalnega prebivalstva (ZPŠOIRSP) je bilo možno zahtevati odškodnino do 18.6.2017 (zakon je določal rok treh let, ki se je že iztekel).
Od 18. 6. 2014 pa do 18. 6. 2017 so lahko izbrisani, ki so bili po tem zakonu do odškodnine upravičeni, na upravnih enotah v Sloveniji vlagali zahtevke za odškodnino. Izbrisani, ki so imeli 18. 6. 2014 vloženo vlogo za izdajo dovoljenja za stalno prebivanje ali za sprejem v slovensko državljanstvo, so lahko za odškodnino zaprosili v roku treh let po pridobitvi dovoljenja za stalno prebivanje oz. državljanstva.
Višina odškodnine, o kateri so odločale upravne enote v upravnih postopkih, se je izračunavala za obdobje od izbrisa do ponovne ureditve statusa (dovoljenja za stalno prebivanje ali sprejetja v slovensko državljanstvo) v višini 50 evrov za vsak polni mesec. Posameznik ali posameznica se je lahko odločila še za uveljavljanje odškodnine v sodnem postopku. V sodnem postopku je bilo potrebno dokazati, da je posamezniku ali posameznici nastala škoda, zaradi katere mu/ji pripada višja odškodnina od tiste, ki je bila določena v upravnem postopku. Skupna odškodnina bi znašala največ trikratni znesek odškodnine, določene v upravnem postopku.
Primer za lažje razumevanje: nekdo, ki je bil izbrisan 5 let (ki je po petih letih dobil dovoljenje za stalno bivanje ali bil neposredno sprejet v slovensko državljanstvo), bi bil upravičen do pavšalnega zneska 3.000 eur v upravnem postopku; če se ta oseba odloči še za sodno pot, je višina najvišje možne skupne odškodnine že vnaprej omejena na skupni znesek 9.000 eur (torej v primeru, da v upravnem postopku dobi 3.000 eur, lahko potem v sodnem postopku dobi še največ 6.000 eur).
Poleg denarne odškodnine zakon omenja tudi nekatere druge oblike »pravičnega zadoščenja« za izbrisane: plačilo prispevka za obvezno zdravstveno zavarovanje, vključitev v programe socialnega varstva, olajšave pri uveljavljanju pravic iz javnih sredstev, enako obravnavanje pri reševanju stanovanjskega vprašanja, dostop do državnih štipendij ter do izobraževalnega sistema.
Po tem zakonu do odškodnine niso bili upravičeni vsi izbrisani, temveč le tisti z urejenim statusom v Sloveniji (z dovoljenjem za stalno prebivanje ali slovenskim državljanstvom) in tisti, ki so za dovoljenje za stalno prebivanje ali državljanstvo zaprosili po izbrisu in pred sprejemom zakona, namenjenega urejanju statusa izbrisanih, leta 2010 (ZUSDDD-B), a ga niso dobili (je bila njihova vloga zavrnjena, zavržena ali pa je bil postopek ustavljen), po prenovljeni zakonodaji iz leta 2010 pa zanj niso več zaprosili.
To pomeni, da oseba, ki je vložila prošnjo za stalno bivanje že prej in bila zavrnjena, potem pa je po zadnjem veljavnem zakonu ZUSDDD-B prošnjo vložila še enkrat in bila zopet zavrnjena, do odškodnine ni bila upravičena. Hkrati pa je zakon za to skupino upravičencev do odškodnine postavljal dodatni pogoj – izpolnjevati so morali pogoj dejanskega življenja v Republiki Sloveniji, v obdobju od izbrisa pa do pravnomočnosti odločbe o zavrnitvi, zavrženju oz. sklepa o ustavitvi postopka. Ta skupina upravičencev je torej morala dokazovati, da so v Sloveniji dejansko živeli, podobno, kot je bilo to potrebno v postopkih urejanja statusa po ZUSDDD-B (kar se je v praksi izkazalo za zelo problematično).
Do odškodnine po tem zakonu torej niso bili upravičeni vsi tisti izbrisani, ki po izbrisu svojega statusa v Sloveniji niso urejali (niso vložili prošnje za stalno bivanje ali za državljanstvo) in tisti, ki so prošnjo za izdajo dovoljenja za stalno bivanje vložili po zadnji veljavni zakonodaji (ZUSDDD-B) iz leta 2010 in so bili zavrnjeni. Prav tako glede na ta zakon do odškodnine niso bili upravičeni otroci izbrisanih in svojci tistih izbrisanih, ki so umrli.
Če upoštevamo, da so mnogi izgubili pravico do odkupa stanovanja po netržni ceni (Jazbinškov zakon), pravice, ki izhajajo iz dela, pravice iz pokojninskega, zdravstvenega in socialnega zavarovanja, pravice iz dedovanja, da so mnogi zaradi izbrisa izgubili družine, zdravje ter življenje, ter, da je bil postopek pridobitve odškodnin kompliciran, strog in omejevalen, je celoten poskus odprave krivic nov izbris. Zavedati se moramo, da ima poleg neustrezne zakonodaje tukaj pomembno vlogo tudi molk oziroma nevidnost ter nekaznovanost odgovornih. 

## Sodba Evropskega sodišča za človekove pravice proti Sloveniji
Dne 26. junija 2012 je veliki senat Evropskega sodišča za človekove pravice v sodbi v zadevi Kurić in drugi proti Sloveniji odločil proti Republiki Sloveniji, ker je kršila pravice izbrisanih v 8. členu (pravica do varstva zasebnega in družinskega življenja), 13. členu (pravica do učinkovitega pravnega sredstva) in 14. členu (prepoved diskriminacije) Evropske konvencije o človekovih pravicah. Sodišče je sprejelo pilotno sodbo in državi Sloveniji naložilo, da v enem letu pripravi poseben mehanizem za priznavanje odškodnine izbrisanim prebivalcem. Šestim (od desetih) pritožnikom je bila priznana tudi odškodnina za nematerialno škodo v višini 20.000 eur na osebo in sodišče je pritožnikom priznalo pravico do povračila stroškov postopka v višini 20.000 eur. 
Sodba je dokončna in se nanjo ni možno pritožiti.

## Odprta vprašanja in predlogi nadaljnih ukrepov
Na področju poprave krivic izbrisanim je kljub sprejetju novele Zakona o urejanju statusa državljanov drugih držav naslednic SFRJ v Republiki Sloveniji iz leta 2010, ki pa je veljal le do 24. 7. 2013, še vedno odprto veliko vprašanj, iz katerih izhaja, da sprejeti zakonski ukrepi niso bili zadostni za popravo krivic izbrisanim. Status v Sloveniji je doslej uspela urediti le okrog polovica izbrisanih. Razlogi so v nerešenih vprašanjih:
- Problem nezadostne pravne ureditve na področju urejanja statusov - oblasti odgovornost za pridobitev statusa še vedno v celoti prenašajo na izbrisane.
- Problem obveznosti dokazovanja, da se je oseba poskušala vrniti -  pogoj izbrisanim povzroča hude težave, saj dokazov, da si se poskušal vrniti, po navadi nimaš.
- Problem maksimalne dovoljene odsotnosti - za status sploh ne morejo zaprositi tisti izbrisani, ki so bili odsotni več kot deset let.
- Nezadostni ukrepi za popravo krivic izbrisanim,
- Problem združevanja družine - izbrisani, ki so si družine ustvarili po izbrisu in katerih družinski člani ne sodijo med izbrisane.
- Problem nastanitve - gre za nerešeno vprašanje, kje naj izbrisana oseba živi, ko si v Sloveniji uredi svoj pravni status.
- Oblasti se za izbris še vedno niso uradno opravičile - opravičilo je bilo izrečeno ustno in ni zapisano v nobenem uradnem dokumentu.
- Kakšen je sploh pomen posebnih ugotovitvenih odločb? - Na osnovi posebne ugotovitvene odločbe namreč niti ena izbrisana oseba do sedaj ni uspela uveljaviti kakršnekoli pravice, ki je bila vezana na status stalnega prebivanja (delovno dovoljenje, denarni dodatek itd.).
- Odškodnine - oblasti so izbrisanim z odvzemom pravnega statusa povzročile hudo materialno in nematerialno škodo na vseh področjih njihovega življenja. Glede odškodnin ostaja odprtih več vprašanj.[22]

Ukrepi za popravo krivic bi morali vključevati opravičilo, povračilo škode vsem izbrisanim, ugotovitev vseh dejstev v zvezi z izbrisom in odgovornosti zanj in zagotovitev rehabilitacije izbrisanih, ki so utrpeli zdravstvene in duševne posledice zaradi izbrisa. Za celovito popravo krivic bi bilo potrebno sprejeti naslednje konkretne ukrepe:
- Ponovno omogočiti urejanje pravnega statusa
- Omogočiti izbrisanim združevanje družine pod ugodnejšimi pogoji
- Omogočiti nastanitev izbrisanim, ki so zaradi izbrisa ostali brez doma ali v primeru, da se želijo vrniti v Slovenijo
- Izreči uradno opravičilo na nacionalni ravni
- Priznati pravico do povračila škode vsem izbrisanim
- Vključevati predstavnike žrtev v pripravo ukrepov[23]

## Organiziranje in aktivizem
26. februarja 2002 – torej natančno ob 10. obletnici izbrisa iz registra stalnega prebivalstva – je bilo ustanovljeno Društvo izbrisanih prebivalcev Slovenije. Njegov primarni cilj je »ustvariti pogoje za sprejetje posebnega zakona za popravo krivic prisilno izgnanim državljanom bivše SFRJ iz Republike Slovenije ter tudi protipravno izbrisanim državljanom bivše SFRJ iz registra stalnih prebivalcev Republike Slovenije«. Aktualni predsednik društva je Niko Jurkas. Prav tako je leta 2002 nastala Civilna iniciativa izbrisanih aktivistov (CIIA); aktualni predsednik je Irfan Beširević.
Pomemben borec za pravice izbrisanih je bil Aleksandar Todorović (Aco), ustanovitelj Društva izbrisanih in tudi Civilne iniciative izbrisanih aktivistov. Med drugim je skupaj z Ilijo Ivanović julija 2005 gladovno stavkal.
Pohod Ljubljana Koper, julij 2003
Manifestacija pred parlamentom, oktober 2003
Teden izbrisanih, februar 2004
Izbrisani s(m)o naši, marec 2004
Bleferendum, april 2004
Shod v Novi Gorici, 30. april 2004
Gladovna stavka, julij 2005
Akcija izbrisanih pred parlamentom, 21. februar 2006
Shod v Gorici (I), marec 2006
Antifašistični protest, 26. april 2006
Karavana izbrisanih. Predstavniki izbrisanih so se 27. novembra 2006  odpravili na tridnevno pot iz Ljubljane do Bruslja, ki je potekala skozi Italijo in Francijo. Na pot je odšlo 46 izbrisanih, ki so napolnili en avtobus. Javnosti so sporočili, da je njihov namen tako evropski javnosti kot ustanovam predstaviti izkušnje izključenosti in teptanja človekovih pravic. Izjavili so tudi, da so zdaj izbrisani prebivalci Evropske unije in da je izbris postal evropska težava.
Pot v Strasbourg na ESČP, 5.-6. 7. 2011
Mirovni inštitut nudi zagovorništvo ter brezplačno pravno pomoč predvsem tistim izbrisanim, ki svojega statusa v Sloveniji še niso ponovno pridobili. Mirovni inštitut ima na posebni spletni strani zbrane podrobne informacije, dokumente izbrisa in zgodbe izbrisanih.
S pravicami in zagovorništvom izbrisanih se ukvarja tudi nekdanji ustavni sodnik Matevž Krivic.

## Statistike
26. februarja 1992 so oblasti iz registra stalnega prebivalstva Republike Slovenije izbrisale 25.671 ljudi. Številka je rezultat internega štetja izbrisanih, ki ga je Ministrstvo za notranje zadeve izvedlo januarja 2009. Med izbrisanimi je bilo 42 % (10.896) žensk in 58 % (14.775) moških. 79 % izbrisanih je bilo odraslih, kar 21% (5.360) izbrisanih pa je bilo otrok. Izmed vseh izbrisanih jih je do januarja 2009 1.302 že umrlo, 10.943 si jih je uredilo status (7.313 je bilo tedaj državljanov), medtem ko je 13.426 oseb še ostalo brez statusa. Novi družinski člani izbrisanih (otroci) v te številke niso zajeti. Podatki ne omogočajo vpogleda, koliko izbrisanih oseb, ki statusa še nimajo urejenega, je še v Sloveniji in koliko jih živi na tujem, a predvideva se, da večine izbrisanih brez statusa v Sloveniji ni (ker so bili prisilno odstranjeni, ker se niso mogli vrniti ali ker so sami zaradi neurejenega pravnega položaja oziroma posledic izbrisa zapustili državo). Do 31. 8. 2015 je bilo na vseh upravnih enotah evidentiranih 1899 prošenj za izdajo dovoljenja za stalno prebivanje po ZUSDDD-B. 1601 prošenj so vložili izbrisani iz Registra stalnega prebivalstva (RSP), 71 prošenj so vložili otroci izbrisanih iz RSP, 227 prošenj pa so vložili državljani drugih republik nekdanje SFRJ, ki niso bili izbrisani iz RSP. Izdanih je bilo 237 dovoljenj za stalno prebivanje (od tega 195 izbrisanim iz RSP, 16 otrokom izbrisanih iz RSP in 26 drugim). Skupno število zavrnjenih in zavrženih prošenj ter ustavljenih postopkov je bilo 1350. Odprtih postopkov oz. nerešenih prošenj je tako še 312. Od vseh vloženih prošenj je bilo do 24. 7. 2013 vloženih 1773, po tem datumu – torej prepozno – pa 126 prošenj za izdajo dovoljenja za stalno prebivanje po ZUSDDD-B.
Tistim izbrisanim, ki so do uveljavitve ZUSDDD-B (do 24. 7. 2010) že pridobili dovoljenje za stalno prebivanje, so bile po uradni dolžnosti izdane dopolnilne odločbe o ugotovitvi njihovega stalnega prebivanja v Republiki Sloveniji za čas od izbrisa dalje (retroaktivno). Dopolnilne odločbe so bile izdane neposredno na osnovi odločbe ustavnega sodišča iz leta 2003. Dopolnilne odločbe je MNZ izdajal v letu 2004 in od februarja 2009 dalje. V letu 2004 je bilo izdanih 4.040 dopolnilnih odločb, od februarja 2009 dalje pa še 2.581 (skupaj je bilo do 31. 1. 2012 izdanih 6.621 dopolnilnih odločb). Do 31. 8. 2015 (vir: MNZ) je bilo pri upravnih enotah v Sloveniji vloženih 926 prošenj za izdajo posebne odločbe, od tega so 248 prošenj vložili izbrisani iz RSP, 70 prošenj otroci izbrisanih iz RSP in 608 prošenj državljani Republike Slovenije, ki so bili pred pridobitvijo državljanstva RS izbrisani iz RSP. Izdanih je bilo 612 posebnih odločb na prošnjo stranke, od tega 111 izbrisanim iz RSP, 39 otrokom izbrisanih in 462 državljanom RS. Število zavrnjenih, zavrženih prošenj in ustavljenih postopkov je bilo do pridobitve podatkov 252. Nerešenih prošenj je tako še 62.
Statistike o denarnih odškodninah po ZPŠOIRSP po upravnem postopku:
Do 15. 9. 2015 je bilo pri upravnih enotah vloženih 6.888 zahtev za določitev denarne odškodnine v upravnem postopku po ZPŠOIRSP. Odločeno je bilo o 6.654 zahtevah za določitev denarne odškodnine v upravnem postopku, od tega je bilo 5.045 zahtevam za določitev denarne odškodnine ugodeno, 1.443 zahtev je bilo zavrnjenih, 84 zahtev je bilo zavrženih, v 82 primerih pa je bil postopek za določitev denarne odškodnine s sklepom ustavljen. Nerešenih je še 234 zahtev. Skupni znesek določenih denarnih odškodnin v upravnem postopku (po pravnomočnih odločbah) je do pridobitve podatkov 20.813.350,00 EUR.
Statistike o denarnih odškodninah po ZPŠOIRSP po sodnem postopku:
Do 1. 10. 2015 je Državno pravobranilstvo prejelo 23 zadev v predhodnem postopku (neposredno). O 15 zadevah je že odločilo in vseh 15 zahtevkov vlagateljev je bilo zavrnjenih. Poleg tega so sodišča Državnemu pravobranilstvu vročila 40 tožb, v katerih tožeče stranke zahtevajo odškodnino po ZPŠOIRSP. Do 1. 10. 2015 je Državno pravobranilstvo zaključilo eno pravdno zadevo, in sicer je v tej zadevi Republika Slovenija s tožečo stranko sklenila sodno poravnavo v višini okrog 9.850 eur.

## Film
- Celovečerni film Izbrisana (2018), ki ga je režiral Miha Mazzini.